# Atentado contra la Policía Federal Argentina de 1976
El atentado contra la Policía Federal Argentina en 1976, comúnmente llamado ataque al comedor de la Policía Federal o ataque a Coordinación Federal, fue una acción llevada a cabo el 2 de julio de 1976, cuando un artefacto explosivo cuya colocación se atribuyó la organización Montoneros estalló en la Superintendencia de Seguridad Federal (también conocida como Coordinación Federal) de la Policía Federal, en la ciudad de Buenos Aires, Argentina, causando el derrumbe del techo del comedor en momentos en que el lugar se hallaba lleno de suboficiales almorzando. Murieron 23 personas, incluyendo una civil que se encontraba de visita, y unas 110 resultaron heridas.
Al comedor no iban en general altos jefes pues ellos almorzaban en sus despachos o en restaurantes fuera del edificio. Siete de los fallecidos no realizaban tareas policiales: el encargado del comedor, el cajero, un mozo, un enfermero, un bombero, un suboficial retirado que repartía pan y la civil Josefina Melucci de Cepeda, de 42 años, casada, tres hijos, que había ido a comer con una amiga que también murió.

## Antecedentes
La organización Montoneros, que fue el brazo armado del ala izquierda del peronismo actuó desde fines de los años sesenta; sus objetivos iniciales fueron la desestabilización del gobierno de facto autodenominado "Revolución Argentina" y el retorno al poder del general Juan Domingo Perón. Posteriormente, una vez que asumió la presidencia Héctor José Cámpora sus acciones se dirigían a la instauración en la Argentina de un sistema político que denominaban "socialismo nacional", al que consideraban como la evolución histórica natural del peronismo. Si bien durante sus primeros años recibieron el apoyo de Perón y de buena parte del Movimiento Peronista, en parte por ser funcionales al derrocamiento del gobierno de facto, el líder fue virando en sus acciones hacia el ala derecha de su movimiento, brindándole más apoyo a los sectores sindicales, y eso creó planteos por parte de la cúpula de montoneros que no fueron bien vistos por el general.[cita requerida]
El 1 de mayo de 1974, en un discurso histórico, su líder los rechazó en la Plaza de Mayo al llamarlos «imberbes». La Conducción Nacional de Montoneros decidió el pase a la clandestinidad, lo que fue reconocido formalmente en una conferencia de prensa secreta en el mes de septiembre de 1974. Desde finales de ese año los Montoneros sufrieron un gradual aislamiento de la base popular peronista y del resto de la sociedad argentina, por su traición al líder del Movimiento Peronista, y al continuar con sus acciones violentas fueron perseguidos y asesinados por la Alianza Anticomunista Argentina (triple A), organizada desde el estado por el ministro de Bienestar Social y secretario personal de Perón, José López Rega. 
En 1975 la violencia política en Argentina aumentó hasta alcanzar el punto más alto de las dos décadas anteriores. La lista elaborada por el Grupo Fahrenheit contabiliza 336 personas detenidas-desaparecidas en 1975, frente a 43 del año anterior. Es en este contexto y luego de la "caída" de un avión de transporte militar (DHC-6 Twin Otter ) en la ladera del Cerro Ñuñorco Chico, cerca de Tafí del Valle, es cuando se aprueban los decretos de aniquilamiento, con el fin de organizar las fuerzas militares y de seguridad para combatir contra las organizaciones guerrilleras que operaban en Tucumán, dándose comienzo al Operativo Independencia. 
El 3 de septiembre de 1975, por decreto 3130/1975 se designa comandante del Ejército al general Jorge Rafael Videla. El 13 de septiembre, la presidenta María Estela Martínez, muy debilitada políticamente, solicita licencia por un mes, debiendo asumir el Poder Ejecutivo interinamente, el presidente del Senado, Ítalo Luder. El presidente interino luego de los ataques de Montoneros a los cuarteles del Regimiento de Infantería Monte 29, el Casino de Suboficiales de dicha fuerza y el Aeropuerto «El Pucú» de la Ciudad de Formosa en la provincia homónima. Amplia los decretos de aniquilamiento a todo el territorio nacional. 
Los detenidos/desaparecidos eran trasladados a centros de detención clandestinos, donde eran torturados y asesinados. Uno de estos centros ocupó los pisos quinto, sexto y séptimo del edificio de la Superintendencia, donde también funcionaba el «Grupo de tareas 2» (GT 2), encargado de acciones clandestinas en la ciudad de Buenos Aires y que también aportaba personal a otros grupos de tareas intervinientes, como por ejemplo el de la Escuela de Mecánica de la Armada (GT 3.2).
Montoneros al igual que durante la democracia, continuó con atentados contra objetivos militares y policiales, denominando a esta etapa contraofensiva. El 18 de junio mataron al jefe de la Policía Federal, general Cesáreo Ángel Cardozo, mediante una bomba de 700 gramos de TNT colocada debajo de su cama, hiriendo también gravemente a su esposa.

## El ataque
Es así como llegamos al ataque. Había sido planeado para el 4 de junio e iba a ser llevado a cabo por un combatiente de Montoneros infiltrado en la policía, pero se postergó para el 2 de julio. Alrededor del mediodía de ese día, el agente encubierto ingresó al edificio de la calle Moreno 1417 llevando oculta en un bolso una «bomba vietnamita» compuesta de 9 kilos de TNT y 5 de bolillas de acero.
El mismo día, Montoneros emitió un «parte de guerra»:

Buenos Aires, 2 de julio de 1976
A nuestro pueblo: En la mañana del día de la fecha, el pelotón de combate “Sergio Puiggros” del Ejército Montonero, aprovechando una falla en el dispositivo de vigilancia y control de  la Superintendencia  de Seguridad Federal (ex Coordinación Federal), colocó en su sede central un artefacto explosivo. Cumplida su misión, los compañeros se retiraron sin novedades y, posteriormente, tal como estaba planificado, el artefacto detonó a las 13.20 en el comedor de esa dependencia. Los medios de información del Ejército Montonero estiman en 85 el número de bajas causadas al enemigo, de los cuales 25 son muertos. No se descarta el que esta cifra pueda llegar a ser superior. Los daños causados al edificio son importantes, estimándose que la capacidad operativa de este centro represivo quedó seriamente afectada por un lapso de tres meses. Este hecho de guerra demuestra —como lo demostraron en su momento, las ejecuciones de los torturadores Villar y Cardozo— que no puede haber lugar seguro para los que responden a la resistencia de los trabajadores con el secuestro, el asesinato y la tortura. Viva la patria. Hasta la victoria final. MONTONEROS

## Víctimas
- Oficial ayudante Alejandro Castro
- Cabo Ernesto Agustín Suani
- Cabo Primero Carlos Shand
- Sargento Juan Paulik
- Sargento Rafael Modesto Muñiz
- Sargento Bernardo Roberto Tapia
- Supernumerario David Ezequiel Di Nuncio
- Oficial Inspector David Ron
- Suboficial auxiliar José Hilario Carrasco
- Sargento María Esther Pérez Canto
- Sargento (R) Romualdo Rodríguez
- Sargento Bernardo Roberto Zapi
- Agente José Roberto Iacovello
- Agente Juan Carlos Blanco
- Agente Alicia Esther Lunati
- Agente Ernesto Alberto Martinzo
- Cabo Genaro Bartolomé Rodríguez
- Sargento Adolfo Chiarini
- Cabo Elba Hilda Gazpio
- Cabo Vicente Iori
- Josefina Melucci de Cepeda, una visitante ajena a la policía.

En los días siguientes a la explosión murieron las siguientes personas:
- Supernumerario Ramón Arias, el 7 de julio.
- Sargento María  Olga Pérez  el 9 de julio.
- Oficial ayudante Héctor Castro, el 11 de julio.

## Represalias
Como represalia, un número no precisado de personas detenidas ilegalmente en dependencias policiales y militares, presuntamente ligadas a la organización Montoneros, fueron asesinadas en los días que siguieron al atentado. Da cuenta de ello el número de cadáveres NN ingresados en la Morgue Judicial de Buenos Aires entre los días 3 y 7 de julio de 1976: cuarenta y seis (cuando la media, durante años, había sido de uno o dos por día), casi todos con causa de muerte «Heridas de bala en cráneo, tórax, abdomen y pelvis, hemorragia interna». Otros treinta cuerpos de personas secuestradas aparecieron dinamitados en la localidad de Fátima, cercana a la ciudad de Buenos Aires, episodio conocido como la Masacre de Fátima. La Masacre de San Patricio en el barrio porteño de Belgrano, fue considerada como una represalia por el atentado al comedor policial.